# Trichomanes ankersii
Trichomanes ankersii är en hinnbräkenväxtart som beskrevs av Parker. Trichomanes ankersii ingår i släktet Trichomanes och familjen Hymenophyllaceae. Inga underarter finns listade.